# Kasou
"Kasou" (花葬, Kasō, Enterro de Flores) é o décimo segundo single da banda japonesa L'Arc~en~Ciel. Foi lançado simultaneamente com "Honey" e "Shinshoku ~Lose Control~" em 8 de julho de 1998. A música foi usada como tema de encerramento do programa Shinsou Kyumei! Uwasa no Flie, da TV Asahi. O single estreou na 4ª posição da Oricon Singles Chart e foi o 14° single mais vendido em 1998 no Japão, com 1,009,920 cópias no total.
Foi relançado em 30 de agosto de 2006. O single também foi regravado pelo P'unk~en~Ciel em 2012 como "花葬 平成十七年" ([Kasou Heisei 17 Nen] Erro: {{japonês}}: o texto tem marcação itálica (ajuda)), no álbum "P'unk is Not Dead".

## Faixas
Todas as letras escritas por Hyde, todas as músicas compostas por Ken.
| N.º            | Título         | Duração |  |
| 1.             | "Kasou"        | 5:12    |  |
| Duração total: | Duração total: | 17:24   |  |

## Desempenho
| Parada (1998) | Melhor posição |
| ------------- | -------------- |
| Oricon        | #4             |

## Significado
花, pronunciado "ka", significa "flor". 葬, pronunciado "sou", significa "enterro" ou "funeral". Juntos, os kanji significam "enterro de flores".

## Ficha técnica
- Hyde – vocais
- Ken – guitarra
- Tetsu – baixo
- Yukihiro – bateria